# 金樂華
金樂華（1945年11月14日—），中国作曲家、指揮家，國家一級作曲，長期在上海京劇院做音樂工作，並曾應邀到台灣做編曲和指揮。

## 代表作
- 京劇編曲、配器、指揮作品有《大風歌》、《俠女十三妹》、《封神榜》、《漢武哭靈》、《胭脂》、《鬼怨》、《潘月樵傳奇》、《扈三娘與王英》、《十五貫》、《狸貓換太子》、《映山红》、《寶蓮燈》、《風雨督陶路》、《秋風賦》、《大唐貴妃》、《鎖麟囊》、《秀色江山》（台灣）、《閻羅夢》（台灣）等。
- 崑曲編曲、配器、指揮作品有《上靈山》、《白蛇傳》、《司馬相如》、《牡丹亭》等。
- 越劇編曲、配器、指揮作品有《狀元未了情》、《遲到的春天》等。

另有淮劇、錫劇、話劇編曲、配器、指揮作品。